# Martín Galain
Martín Galain, vollständiger Name Víctor Martín Galain Pécora, (* 2. März 1989 in Florida) ist ein uruguayischer Fußballspieler.

## Karriere

### Verein
Der 1,83 Meter große Defensivakteur Galain gehörte zu Beginn seiner Karriere von der Clausura 2009 bis in die Clausura 2010 dem Profikader Nacional Montevideos an. In der Saison 2008/09 gewann sein Verein die uruguayische Meisterschaft. Bei den „Bolsos“ stehen für ihn in der Spielzeit 2009/10 vier Einsätze (kein Tor) in der Primera División zu Buche. In der Saison 2010/11 lief er im Rahmen eines Engagements beim Tacuarembó FC in 25 Erstligaspielen auf (kein Tor). Im Juli 2011 schloss er sich El Tanque Sisley an. Dort bestritt er in der Saison 2011/12 22 (kein Tor) und in der Spielzeit 2012/13 zehn (ein Tor) Begegnungen in der höchsten uruguayischen Spielklasse. Ab Mitte Januar 2013 setzte er seine Karriere in Kolumbien bei La Equidad fort. Nach 14 Spielen (zwei Tore) in der Primera A und zwei Einsätzen (kein Tor) in der Copa Colombia kehrte er im Januar 2014 zu El Tanque Sisley zurück. In der Clausura 2014 absolvierte er fünf Partien (kein Tor) in der Primera División. Mitte Juli 2014 führte sein Karriereweg erneut nach Kolumbien. Sein Arbeitgeber, für den er 13-mal (ein Tor) in der Primera A auflief, war dieses Mal der Fortaleza FC. Im Januar 2015 band er sich an den uruguayischen Erstligisten Montevideo Wanderers. In der Saison 2014/15 wurde er viermal (ein Tor) in der Primera División und einmal (kein Tor) in der Copa Libertadores 2015 eingesetzt. Mitte August 2015 wechselte er zum Zweitligisten Boston River. Ab Jahresbeginn 2016 setzte er seine Karriere bei Sportivo Patria in Argentinien fort, für das er zweimal (kein Tor) in der Liga auflief. Anfang Juli 2016 wechselte er zu Real Potosí. Bei den Bolivianern kam er in 31 Ligapartien (kein Tor) und vier Begegnungen (kein Tor) der Copa Sudamericana 2016 zum Einsatz. Mindestens seit Juli 2017 ist er Spieler des Lokalrivalen Nacional Potosí. Bislang (Stand: 15. Juli 2017) lief er dort in einem Spiel (kein Tor) der Copa Sudamericana 2017 auf.

### Erfolge
- Uruguayischer Meister: 2008/09